# Asmaa El-Bakri
Asmaa El-Bakri (également orthographié Asma El-Bakri, Asma El-Bakry ou encore Asma Al-Bakri), née en 1947 au Caire en Égypte et morte le 5 janvier 2015 au Caire en Égypte, est une réalisatrice et scénariste égyptienne.

## Biographie
Née en 1947 au Caire, dans une famille aristocrate, Asma El-Bakri a du déménager en Alexandrie avec sa mère et son frère, où elle poursuit ses études à l'école puis au lycée français d'Alexandrie (alors Notre-Dame-de-Sion). En 1970, elle obtient une maîtrise en littérature française de l'université d'Alexandrie. 
Asmaa El-Bakri a été l'assistante de Youssef Chahine sur deux de ses films, ainsi que de Salah Abou Seif et est principalement connue pour ses adaptations de deux romans de l'écrivain francophone égyptien Albert Cossery,.
Férue de l'histoire antique de sa ville natale, elle travaille également à des documentaires scientifiques avec l'archéologue Jean-Yves Empereur, après leur rencontre en 1992, et s'attache à mettre à jour et préserver le patrimoine sous-marin antique d'Alexandrie.

## Filmographie
- 1991 : Mendiants et Orgueilleux (شحاتين ونبلاء, Shahatin Wa Nubalaa)
- 1998 : Concert dans la ruelle du bonheur (كونشرتو في درب سعادة, Concerto fi Darb Saada)
- 2004 : La Violence et la Dérision (العنف والسخرية, El Ounf Wil Sokhreya)

## Prix et distinctions
- 1992 : Premier prix de la Biennale du cinéma arabe de Paris.